# Njoro
Njoro är en ort i distriktet Nakuru i provinsen Rift Valley i Kenya. Den ligger 18 kilometer västsydväst om orten Nakuru. Före kolonisationen var Njoro platsen för en massajbosättning.